# Raketne sani
Raketne sani (ang. rocket sled) so sani, ki jih poganja raketni motor. Raketne sani potujejo po tirih podobno kot vlaki, vendar so sani brez koles. Večinoma se uporabljajo za raziskovalne namene. 
Raketne sani s hitrostjo 8,5 Macha držijo kopenski hitrostni rekord. 
Večina tirov za raketne sani se nahaja v ZDA, se pa jih najde tudi v Rusiji, Veliki Britaniji, Nemčiji in Franciji.

## Zunaje povezane
- Holloman High Speed Test Track Arhivirano 2009-03-04 na Wayback Machine.
- Sandia Sled Tracks Arhivirano 2015-02-23 na Wayback Machine.
- Redstone Technical Test Center Test Area 1 Arhivirano 2007-07-20 na Wayback Machine.
- Langford Lodge Martin Baker Track Arhivirano 2008-12-12 na Wayback Machine.
- New Mexico Tech EMRTC Sled Track
- Improbable Research Arhivirano 2004-10-16 na Wayback Machine.
- Airmen "Crash" on Rocket Sled, March 1950, Popular Science large article